# Гаркушинцы
Гаркушинцы (укр. Гаркушинці) — село Гаркушинского сельсовета Миргородского района Полтавской области Украины.
Код КОАТУУ — 5323281401. Население по переписи 2001 года составляло 1402 человека.
Является административным центром Гаркушинского сельского совета, в который, кроме того, входит село Рыбальское.

## Географическое положение
Село Гаркушинцы находится на левом берегу реки Хорол, выше по течению на расстоянии в 0,5 км расположен город Миргород, ниже по течению на расстоянии в 1 км расположено село Рыбальское, на противоположном берегу — село Ерки. Река в этом месте извилистая, образует лиманы, старицы и заболоченные озёра. Рядом проходят автомобильные дороги Т-1715 и Т-1719.

## История
- XVII век — дата основания.
- Село указано на специальной карте Западной части России Шуберта 1826-1840 годов.[2]

## Экономика
- Молочно-товарная, свино-товарная, машинно-тракторные мастерские.

## Объекты социальной сферы
- Школа.
- Дом культуры.

## Религия
- Свято-Варваринский храм.
- В Центральном Государственном Историческом Архиве Украины в городе Киеве есть документы православной церкви за 1752-1794 год[3]